# أنتونين فوديتشكا
أنتونين فوديتشكا (1 مارس 1907 – 9 أغسطس 1975) لاعب كرة قدم تشيكوسلوفاكي راحل كان يجيد اللعب في خط الوسط .
لعب طوال مسيرته الرياضية في أندية ستاروميستسكي أوليمبيا (1920-1923) يونيون تشيتشكوف (1923) ستاروميستسكي أوليمبيا (1923-1925) سلافيا براغ (1925-1938) هفيزدا كوشيري (1938).
مثل منتخب تشيكوسلوفاكيا 18 مباراة (1926-1937). شارك مع منتخب تشيكوسلوفاكيا في بطولة كأس العالم 1934 في إيطاليا حيث احتل المركز الثاني.

## وصلات خارجية
- أنتونين فوديتشكا على موقع الاتحاد الدولي (مؤرشف)  (الإنجليزية)
- أنتونين فوديتشكا على موقع قاعدة بيانات كرة القدم.إي يو (الإنجليزية)
- أنتونين فوديتشكا على موقع ناشيونال فوتبول تيمز (الإنجليزية)
- سيرة ذاتية[وصلة مكسورة]